# 일본 고래연구소
일본 고래연구소(일본어: 日本鯨類研究所), 또는 ICR는 고래와 관련된 생물학 및 사회 과학을 연구한다고 주장하는 일본의 연구 기관이지만 상업적 위장 상업 포경 사업체로 널리 알려져 있다.
과거 일본 고래연구는 연구라는 명목 하에 매년 수백 마리의 고래를 사냥했는데, 이러한 행동에 대한 타당성과 필요성에 대하여 논란이 일었다. 일본 고래연구소는 활동 중에 고래 연구 도중 발생한 부산물을 상업적으로 판매하기도 했는데,  환경 단체들은 이를 국제포경위원회에서 금지하고 있는 위장 상업 포경이라고 비난했다. 2014년 3월 국제사법재판소는 일본 고래연구소의 포경 프로그램이 과학적 목적이 아니라고 공식 판결하고 일본에 즉각 운영 중단을 명령했다.
국제사법재판소의 판결에도 불구하고 2019년, 일본 고래연구소는 포경을 재개했다.
2020년 3월, 일본 고래연구소는 고래 연구 도중 발생한 부산물 판매를 중단하고 비살상 연구만을 진행할 것이라고 발표했다.

## 역사
일본 고래연구소의 전신이 되는 나카베 고래과학재단은 1941년, 고래와 포경에 대한 연구를 진행하는 사립 연구소로 설립되었다. 1942년, 나카베 과학연구센터로 이름을 바꾸었고, 제2차 세계 대전의 여파로 운영이 중단되었다.
1946년, 제2차 세계 대전으로 인한 식량난을 극복하기 위하여 남극 포경을 진행했고, 동시에 고래 자원 전문 연구소 설립 계획도 수립되었다. 1947년, 고래 자원 전문 연구소인 고래연구소(WRI)가 설립되었다. 고래연구소는 포경의 중요성을 강조하고, 어업과 포경의 효율성을 높이며 고래고기를 최대한 활용할 수 있는 방법을 연구하기 위해 설립되었다.
1987년 10월, 일본 고래연구소(ICR)가 설립되었다. 일본 고래연구소는 일본 고래 연구 프로그램(JARPA, JARPN)에 참여하며 남극해와 북서 태평양에서 고래를 연구했다.
2017년, 일본 수산청으로부터 과학적 고래 연구를 위한 기업으로 지명되었다.

## 연구 프로그램

### JARPA
첫 번째 고래 연구 프로그램(JARPA)은 1987년부터 2005년까지 진행되었으며 고래의 사망률, 고래 개체 수 및 고래 구조, 남극 생태계에서 고래의 역할, 환경 변화가 고래에 미치는 영향을 파악하려는 목표로 진행되었다.  포경은 한 계절에 400마리 이상의 밍크고래를 사냥할 목적으로 미리 설정된 여러 구역을 번갈아 가며 진행되었다.
1997년 국제포경위원회 과학연구소는 JARPA 프로그램을 검토하고 일본 고래연구소의 고래 연구 방법이 필요한지에 대해 논란이 일었지만JARPA 프로그램이 밍크고래 적정 포경량을 유지시킬 수 있다는 결론을 내렸다.
그러나 2007년 최종 검토에서 국제포경위원회는 재고 구조를 파악하는 데 진전이 있었음을 인정했지만 고래 사망률 데이터를 포함한 일본 고래연구소의 다른 데이터 수집 및 분석에 대부분에 결함이 있음을 발견했다. 또한 일본 고래연구소의 포경은 국제포경위원회가 설립한 남극해 고래 보호구역에서 이루어졌으며, 보호구역에서의 포경은 불필요하다고 발표했다. 이에 국제포경위원회는 2007-1 결의안을 발표하며 일본에 포경을 통한 고래 연구를 중단하기를 촉구했다.

### JARPN
1994년부터 1999년까지 일본 고래연구소는 북서 태평양에서 JARPN 프로그램을 진행했다. 명시된 목표는 고래 자원 식별에 대하여 연구하고, 북태평양 밍크고래에 대한 시뮬레이션을 개선하며 먹이 생태학 프로그램의 연구를 하는 것이었다. 이 프로그램은 매년 100마리의 밍크고래를 포경했다. 이 프로그램에 대한 결과는 2000년 2월 IWC 위원회에서 검토되었으며, 정보가 관리에는 유용하다는 결론을 내렸지만, 포경을 통한 연구 방법이 필요한지에 대한 논란을 남겼다. 국제포경위원회는 JARPA와 마찬가지로 JARPN에 일본이 밍크고래 포획 허가 발급을 중단할 것을 촉구하는 1993-3 결의안을 발표했다.

### JARPA II
JARPA II 프로그램은 2005년에 시작되어 각 계절당 남극 밍크고래 850마리 이상, 참고래 50마리, 혹등고래 50마리의 할당량을 부여했다. 다만 혹등고래 할당량은 강력한 국제적 반대에 부딪혀 시행되지 않았다. JARPA 프로그램부터 제기되어온 연구의 가치, 포경을 통한 연구에 대한 논란은 계속되었다. 2005년과 2007년에 국제포경위원회는 일본이 JARPA II에서 모든 포경을 통한 연구를 중단할 것을 촉구하는 결의안을 다수결로 통과시켰다.
2014년 3월 31일, 국제사법재판소는 JARPA II가 과학적 목적이 아니라고 판결하고 프로그램의 재개를 금지했다. 이 판결에 따라 일본은 25년 만에 처음으로 남극 포경을 취소했지만, 이듬해 국제사법재판소가 정한 기준을 충족하도록 설계된 새로운 연구 프로그램을 계획 중이라고 발표했다.

### JARPN II
JARPN II는 최초 계획이 진행되었던 2000년~2001년 사이 밍크고래 100마리, 브라이드고래 50마리, 향고래 10마리의 할당량을 계획했다. 2002년, 초기 조사를 완료한 일본 고래연구소는 일본의 배타적 경제 수역 내 태평양에서 장기 연구 프로그램을 제안했다. 2008년에는 이 프로그램에 밍크고래 340마리, 브라이드고래 50마리, 보리고래 100마리, 향유고래 10마리를 매년 포경하는 계획이 포함되어 있었다.
2000년과 2001년, 2003년에 국제포경연구소는 일본이 고래잡이에 대한 특별 허가 발급을 중단하고 고래 연구를 비살상적 방법으로 제한하도록 촉구하는 추가 결의안을 통과시켰다. 가장 최근 검토는 2009년 1월에 진행되었다.

## 같이 보기
- 포경
- 일본의 포경